# Giri Emas
Giri Emas is een bestuurslaag in het regentschap Buleleng van de provincie Bali, Indonesië. Giri Emas telt 2258 inwoners (volkstelling 2010).